# Neckera scabridens
Neckera scabridens là một loài Rêu trong họ Neckeraceae. Loài này được Müll. Hal. miêu tả khoa học đầu tiên năm 1847.